# Авеню A
Авеню A — улица в боро Манхэттен, проходящая с севера на юг к востоку от Первой авеню и к западу от авеню B. Улица начинается от Хаустон-стрит и заканчивается у 14-й улицы, где переходит в кольцевую дорогу в нейборхуде Стайвесант-таун. Здесь она переходит в авеню B. Ниже Хаустон-стрит авеню А переходит в Эссекс-стрит.
Авеню A является западной границей нейборхуда Алфабет-Сити и Томпкинс-сквер-парка:21.

## Участки
Согласно генеральному плану Манхэттена от 1811 года, который устанавливал сетку городских улиц, авеню начинались с Первой авеню на восточной стороне и доходили до Двенадцатой авеню на западе. К востоку от Первой авеню план предусматривал четыре дополнительных авеню, обозначенных литерами, идущих в восточном направлении от авеню А до авеню D.
В то время как Первая авеню была самой восточной авеню на большей части Манхэттена, авеню A продолжалась к северу от Алфабет-сити на нескольких не связанных между собой участков.

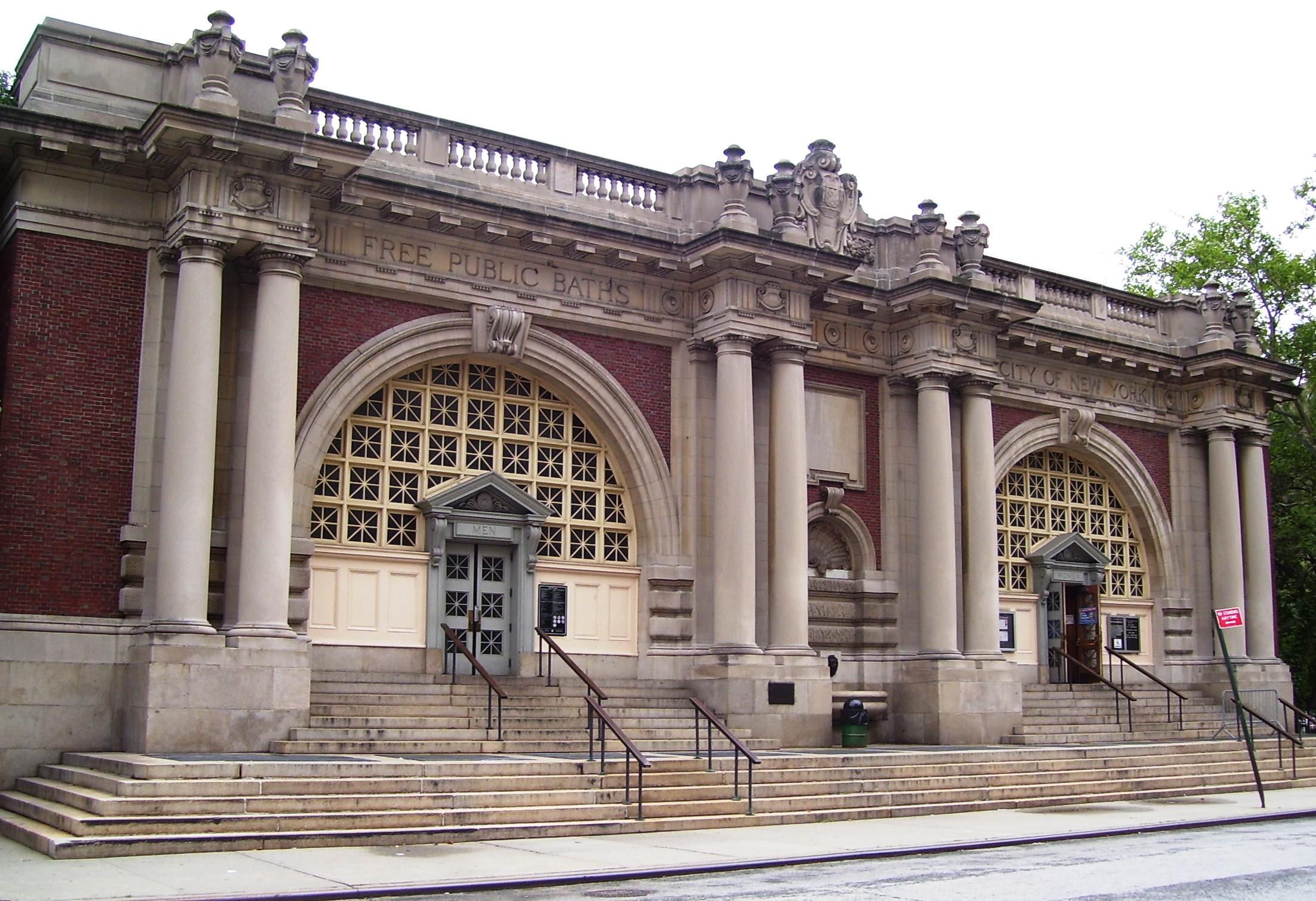
Вход с стороны Ассер-Леви-Плейс в одноимённые бани

### Ассер-Леви-плейс
С постройкой в 1947 году жилых комплексов в нейборхуде Стайвесант-таун — Питер-Купер-Виллидж от авеню A отделился небольшой участок. Он получил название Ассер-Леви-плейс. Ныне на нём расположены центр отдыха и парк имени Ассера Леви, который простирается от Восточной 23-й до 25-й улицы в нейборхуде Кипс-Бей. В Центр отдыха входят общественные бани Ассера Леви, построенные в 1904-1906 годах:88.

### Бикман-плейс
Бикман-плейс — короткий участок авеню, проходящий мимо штаб-квартиры ООН между 49-й и 51-й улицами. Хотя он и не является частью оригинальной авеню А в плане 1811 года, он назван в честь семьи Бикман (среди членов которой есть Вильгельм Бикман, в честь которого названы Бикман-стрит в центре города и Уильям-стрит), представители которой оказали влияние на развитие Нью-Йорка.

### Саттон-плейс и Йорк-авеню

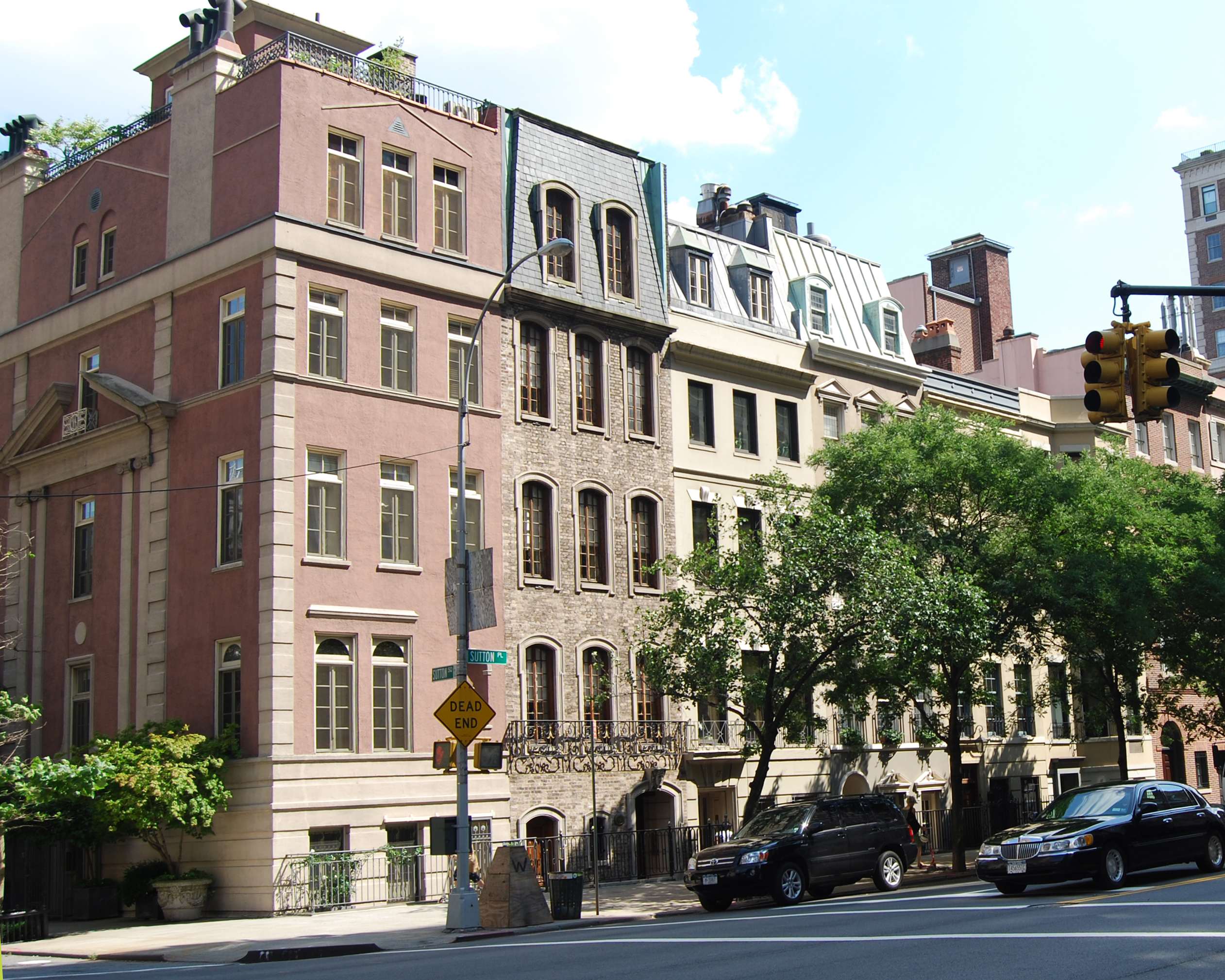
Старинная застройка на Саттон-плейс

Участок Саттон-плейс ранее обозначался как авеню A и проходил между 53-й и 92-й улицами. В 1875 году застройщик Эффингем Саттон построил между 57-й и 58-й улицами несколько особняков из бурого песчаника. В 1897 году местные жители подали в городской совет петицию о переименовании этого участка авеню в Саттон-плейс. Петиция была одобрена, а Саттон-плейс ныне проходит от 53-й до 59-й улицы.
В 1928 году участок Саттон-плейс к северу от 59-й улицы и весь остальной участок авеню A был переименован в Йорк-авеню. Своим названием этот участок обязан сержанту армии США Элвина Йорка, получившему в том же 1928 году медаль Почёта за отличие в Мёз-Аргоннском наступлении 8 октября 1918 года.

### Плезант-авеню
Самый северный участок авеню A, протянувшийся от 114-й до 120-й улицы в Восточном Гарлеме, был переименован в Плезант-авеню в 1879 году. Адреса на Плезант-авеню не являются продолжением адресов на авеню A.